# Вулпе
Вулпѐ (на френски: Voulpaix) е село в Северна Франция, в регион Пикардия, департамент Ен. Населението му, според данни от 1 януари 2016 г., е 389 жители.